# Rodoferroviária de Curitiba
A Rodoferroviária de Curitiba é o terminal unificado do transporte rodoviário intermunicipal e interestadual de passageiros, bem como do transporte ferroviário intermunicipal de passageiros e interestadual de cargas da capital paranaense.
Está localizada no bairro do Jardim Botânico, em frente à Avenida Presidente Affonso Camargo, e atende rotas de transporte rodoviário entre vários estados e municípios brasileiros, incluindo algumas localidades internacionais situadas no Paraguai e na Argentina, além da estação de embarque ferroviário para viagens turísticas entre a capital paranaense e as cidades de Morretes e Paranaguá, no litoral do estado.
Conta com plataformas de embarque e desembarque rodoviário e uma para composições ferroviárias. A Rodoferroviária é administrada pela URBS, enquanto o setor de viagens turísticas ferroviárias é terceirizado e administrado pela empresa Serra Verde Express, com destaque na imprensa internacional. A empresa América Latina Logística S.A., operadora do transporte de cargas ferroviárias, utilizou o local para administrar suas composições que transitavam do interior do estado para os terminais de embarque no Porto de Paranaguá. A Rumo Logística adquiriu a ALL em 2015.
Segundo números de 2009, este é um dos locais mais movimentados da cidade. Em seus 63.000 m² ocorre mensalmente, em média, um trânsito de 930 mil pessoas, que se utilizam dos serviços de 35 empresas de transporte intermunicipal, interestadual e internacional, que operam cerca de 24.500 ônibus e transportam aproximadamente 680 mil passageiros.
Funciona ininterruptamente todos os dias do ano. Sua infraestrutura conta com estacionamentos, guarda-volumes convencional e guarda-volumes automático (Malex), serviço de achados e perdidos, central de avisos, posto da Polícia Militar, fiscalização da ANTT, posto telefônico, posto dos Correios, Setran, URBS e da FAS - Fundação de Assistência Social.

## História

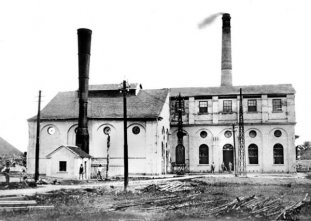
Usina Elétrica do Capanema (Curitiba) no início do séc. XX.

O atual terreno onde se encontra a Rodoferroviária de Curitiba já teve destacados empreendimentos. No início do século XX, era uma usina termoelétrica que os curitibanos chamavam de Usina Elétrica do Capanema, pois seu edifício fora construído nas antigas terras do Barão de Capanema e a rua de terra batida que passava em frente, chamava-se Avenida Capanema, hoje Avenida Presidente Affonso Camargo. Era propriedade do imigrante alemão José Hauer e foi vendida em 1910, para uma empresa francesa, que inaugurou, em 1913, os serviços de bondes na capital. Dali saiam os vagões elétricos que operavam algumas linhas recém instaladas.
Em meados do século XX, o terreno foi adquirido pela União para instalar as oficinas da RFFSA. Onde hoje estão as plataformas de embarque interestadual da Rodoferroviária, existiam, em tal época, as casas que serviam de moradias dos funcionários da Rede Ferroviária.
No início da década de 1970, a União repassou este terreno para a Prefeitura de Curitiba, que iniciou a construção da rodoviária. Com projeto do arquiteto Rubens Meister, o prédio foi inaugurado em 13 de novembro de 1972,  entrando em operação conjunta a Rodoferroviária de Curitiba, atendendo as necessidades de embarque rodoviário da cidade, já que a antiga rodoviária localizada no centro da cidade, onde hoje é o atual Terminal do Guadalupe, estava no seu limite máximo de operação. O mesmo ocorria com o embarque ferroviário, pois existiam ali os serviços de transporte de passageiros dos trens, que ligavam principalmente a cidade ao litoral do Paraná e que funcionaram até meados da década de 1990.
O terreno da Rodoferroviária ainda pertence ao governo federal, que em junho de 2011, assinou um termo renovando sua cessão para a prefeitura de Curitiba. Assim, o local pode receber investimentos do PAC para uma grande reforma, objetivando a Copa do Mundo FIFA de 2014.

## Pós-reforma da Rodoferroviária

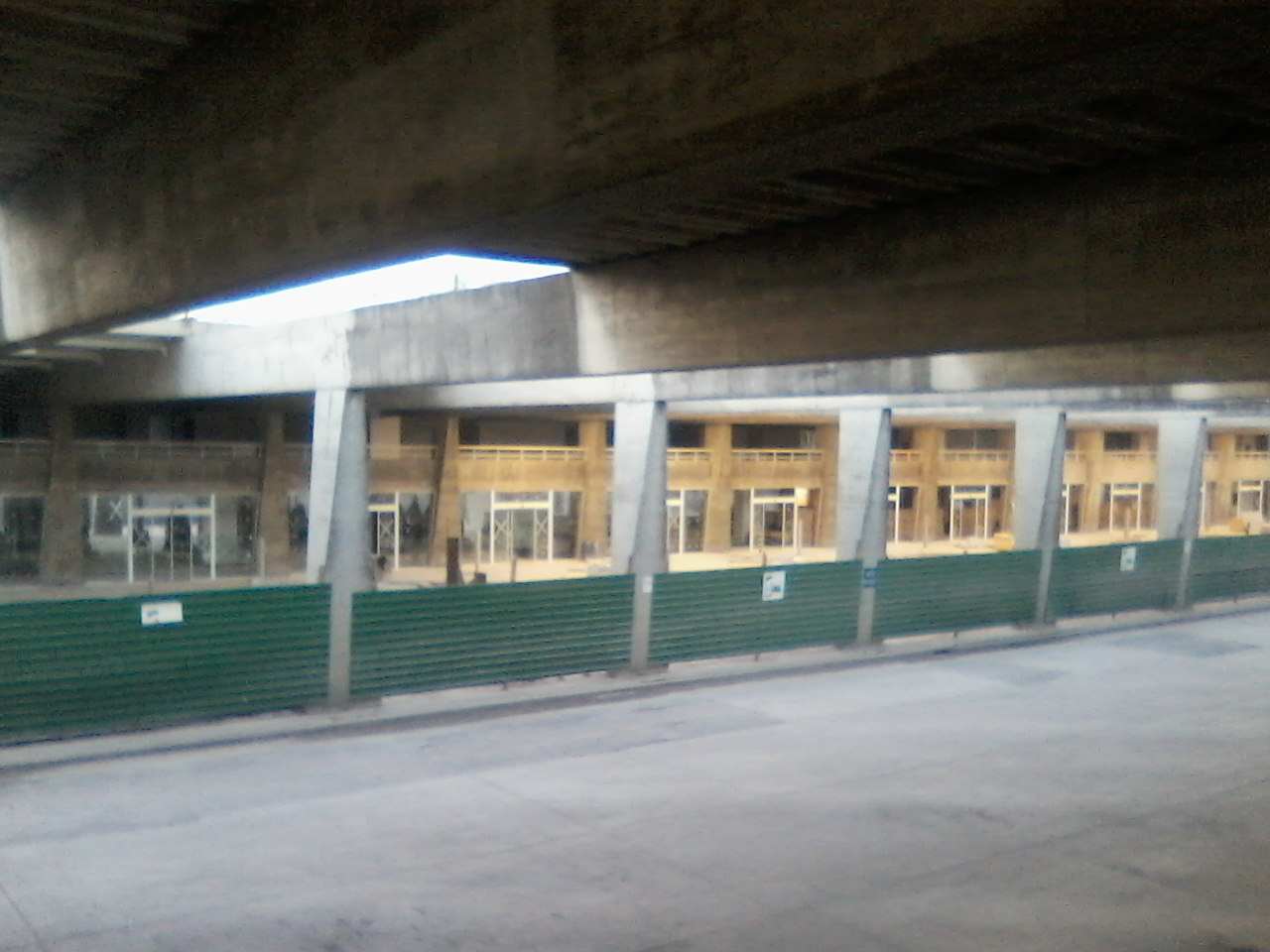
Rodoferroviária de Curitiba durante o seu processo de reformas. Visão da ala estadual desde a sua contraparte interestadual (03/08/2013).

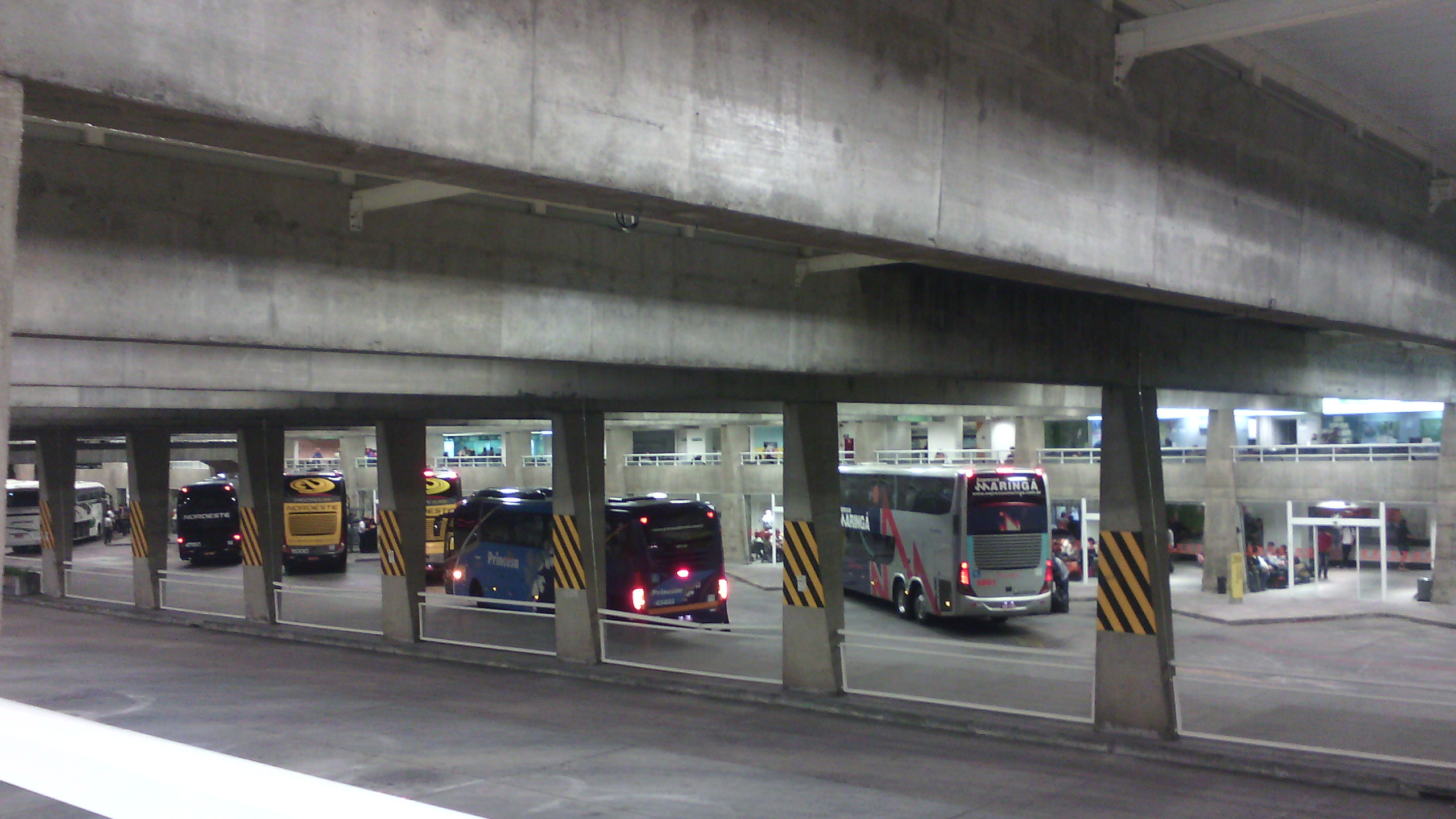
Como é atualmente a Rodoferroviária de Curitiba, em uma visão parcial da ala estadual (20/04/2017).

A reforma da Rodoferroviária foi executada por etapas, começando pela ala estadual e finalizando na interestadual. No período de prosseguimento deste trabalho, de 2012 a 2015, a operação do local passou por momentos conturbados, nos quais ônibus e passageiros disputavam espaços.
Após a conclusão das reformas, diversos melhoramentos ocorreram, destacando-se:
- oito plataformas exclusivas para desembarque, situadas ao lado da ala estadual, liberando as cinquenta plataformas originais unicamente para embarque de passageiros, divididas entre as duas alas existentes;
- mudanças no acesso dos ônibus rodoviários, que não mais usam da Avenida Presidente Affonso Camargo, incluindo nisto alterações na área de espera destes veículos;
- inserção de placas informativas melhor ajustadas, com descrições em português e inglês;
- colocação dos guichês das empresas dentro da Rodoferroviária, no segundo piso das duas alas e de frente às plataformas, que antes estavam situados no primeiro piso, com visão para o lado externo;
- os espaços comerciais contaram com aumento de pontos de serviço, todos licitados por força de lei, indo desde lojas de lembranças até lanchonetes e cyber-cafés;
- colocação de escadas rolantes, com dois lances em cada ala da Rodoferroviária;
- melhoramento das duas passarelas existentes entre as alas interestadual e estadual, além da construção de uma terceira, que conta com elevador de acessibilidade;
- áreas de espera para embarque estadual e interestadual situadas no primeiro piso de cada uma destas alas, com acesso exclusivo apenas para passageiros com bilhetes adquiridos e no aguardo do início de suas viagens;
- implementação de monitores por parte da URBS, contendo chamadas do local para embarques e desembarques, além de um sistema de wi-fi gratuito para uso de quem esteja na Rodoferroviária, utilizado mediante cadastro.[21]

Embora todas as mudanças acima listadas realmente tenham deixado a Rodoferroviária mais moderna, ainda é possível perceber diversos problemas no local e em seu entorno, especialmente quanto à segurança de pedestres e ao trânsito de veículos nas imediações.